# Florin Grigore
Florin Grigore (* 3. Mai 1956; † 14. Juli 2015) war ein rumänischer Fußballspieler.

## Sportlicher Werdegang
Der ursprünglich aus Bukarest stammende Grigore erlebte seinen fußballerischen Durchbruch bei Flacăra Moreni. Beim seinerzeitigen Zweitligisten reüssierte er Mitte der 1970er Jahre in der Divizia B und machte dabei Nicolae Proca auf sich aufmerksam, der ihn 1978 zu CS Târgoviște transferierte. Bei seinem neuen Klub, im Vorjahr in die Divizia A aufgestiegen, avancierte der Offensivspieler zum Nationalspieler. Im Dezember 1978 bestritt er an der Seite der weiteren Debütanten Florea Voicilă, Ionel Augustin, Constantin Stan und Rodion Cămătaru bei einer 1:2-Niederlage gegen Griechenland sein erstes von drei Länderspielen.
Im Sommer 1980 stieg Grigore mit seinem Klub in die zweite Liga ab, ein Jahr später kehrte er jedoch als Spieler von Sportul Studențesc wieder in die rumänische Eliteklasse zurück. Dort bildete er mit Mircea Sandu und Marian Bucurescu im 4-3-3-System eines der erfolgreichsten Angriffstrio in der ersten Hälfte der 1980er Jahre, das später mit Gheorghe Hagi und Marcel Coraș verstärkt wurde.
Im Sommer 2015 verstarb Grigore im Alter von 59 Jahren.